# アスンタ・フォン・エスターライヒ＝トスカーナ
アスンタ・フォン・エスターライヒ＝トスカーナ（Assunta Erzherzogin von Österreich-Toskana, 1902年8月10日 - 1993年1月24日）は、オーストリア帝室の分枝ハプスブルク＝トスカーナ家出身の大公女（Erzherzogin）。トスカーナ大公レオポルド2世の曾孫。

## 生涯
レオポルト・ザルヴァトール大公と、その妻でスペインのカルリスタ王位請求者であるマドリード公カルロス・マリアの娘ブランカの間の第8子、五女として生まれた。全名はアスンタ・アリーツェ・フェルディナンデ・ブランカ・レオポルディーナ・マルガレーテ・ベアトリクス・ラファエラ・ミヒャエラ・フィロメナ（Assunta Alice Ferdinandine Blanca Leopoldina Margarethe Beatrix Raphaela Michaela Philomena）。両親はウィーンにパレ・トスカーナとヴィルヘルミーネンベルク城の2つの城館を所有し、後者の城だけで80人以上の使用人を抱えるなど、裕福な資産家だった。9人の兄弟姉妹がいたが、すぐ上の姉マリア・アントニアと一緒に育てられた。1918/1919年の二重帝国と君主制の崩壊に伴い、大公一家は皇族の身分と全財産を失った。（2人の年長の兄を除く）大公一家全員はオーストリア共和国市民に登録するのを拒み、1919年1月にスペインのバルセロナに亡命、以前に較べると貧しい生活を送った。
年の離れた3人の姉ドローレス、マリア・インマクラータ、マルガレータが両親に従順だったのに対し、アスンタとマリア・アントニアの年若い2人の姉妹は反抗的で、頻繁に母ブランカ大公妃と衝突した。2人姉妹は徐々に宗教生活に傾倒していった。両親は共に信心深いカトリック信徒ではあったものの、下の娘たちの信仰生活への情熱に不安を感じていた。やがてマリア・アントニアは修道生活を諦めて結婚したが、アスンタは修道院に入る決心を変えなかった。アスンタは修道院入りに反対する両親と決別すべく、未成年の身で南米行きの船舶に乗って家出する事件を起こした。まもなくスペインの両親の許へ帰るが、両親も娘の頑固さに根負けして、修道生活に入るのを許可し、アスンタはトルトーザのサンタ・テレサ修道院に入った。スペイン内戦が勃発すると、この修道院は共和国政府による迫害を受けた。アスンタを含む修道請願を済ませていない修練女たちは在俗生活に戻ることを余儀なくされ、アスンタはヴィアレッジョの母の屋敷に身を寄せた。
1930年代後半、アスンタは兄弟の1人の紹介でユダヤ系ポーランド人の医師ユゼフ・ホープフィンガー（1905年 - 1992年）と知り合った。2人はブランカ大公妃の反対を押し切り、1939年9月17日にローザンヌ郊外ウーシー（Ouchy）で結婚した。夫は結婚直後にポーランド侵攻による軍の招集を受けて従軍した。夫妻はポーランド軍の敗北後にロンドンで再会し、バルセロナで新婚生活を送り、1940年10月に長女が生まれた。欧州大陸でドイツ占領地域を中心にユダヤ人迫害が激化すると（夫の両親はドイツ軍に拘束され殺害された）、夫妻はアメリカ合衆国に移住していたアスンタの2人の兄を頼ってニューヨークに亡命した。夫は以前と同じく医師として働き、アスンタは1942年10月に次女を出産した。しかし夫婦生活はうまくいかなかった。夫のホープフィンガーは妻の裕福な相続財産を期待していたが、彼女に財産が無いと知るとアスンタを疎んじるようになったのである。夫妻は第二次世界大戦終結直後に別居し、1950年7月25日に離婚した。
離婚後、アスンタは2人の娘を連れてテキサス州サンアントニオに移住して余生を送った。修練女の経歴を持つ彼女は、サンアントニオでも地元のカトリック教会で様々な役職を務めたり、支援をしたりした。後年、存命の兄弟姉妹を訪問するため1度だけ欧州大陸に帰っている。1993年に90歳で死去した。

## 引用
1. ↑  Harding, Lost Waltz, p. 20
2. 1 2  McIntosh, The Archduchess From Texas, p. 36
3. ↑  Harding, Lost Waltz, p. 28
4. ↑  McIntosh, The Unknown Habsburgs, p. 48
5. ↑  Harding, Lost Waltz, p. 115
6. ↑  Harding, Lost Waltz, p. 135
7. ↑  Harding, Lost Waltz, p. 140
8. ↑  Harding, Lost Waltz, p. 145
9. ↑  Harding, Lost Waltz, p. 237
10. ↑  Harding, Lost Waltz, p. 280
11. ↑  Harding, Lost Waltz, p. 281
12. ↑  Harding, Lost Waltz, p. 282
13. ↑  Harding, Lost Waltz, p. 292
14. 1 2 3 4  McIntosh, The Archduchess From Texas, p. 37